# Kurt Engl
Kurt Engl (ur. 22 marca 1979 w Dorfgastein) – austriacki narciarz alpejski, pięciokrotny medalista mistrzostw świata juniorów.

## Kariera
Po raz pierwszy na arenie międzynarodowej Kurt Engl pojawił się 17 grudnia 1994 roku w Neustift im Stubaital, gdzie w zawodach FIS Race nie ukończył pierwszego przejazdu w gigancie. W 1997 roku wystartował w slalomie na mistrzostwach świata juniorów w Schladming, jednak został zdyskwalifikowany. Na rozgrywanych rok później mistrzostwach świata juniorów w Megève zdobył brązowy medal w tej samej konkurencji, przegrywając tylko z dwoma rodakami: Benjaminem Raichem i Mario Mattem. Parę dni później był drugi za Raichem w kombinacji. Największe sukcesy osiągnął jednak na mistrzostwach świata juniorów w Pra Loup w 1999 roku, gdzie wygrał kombinację, a w zjeździe i slalomie zajął drugie miejsce.
W zawodach Pucharu Świata zadebiutował 16 stycznia 2000 roku w Wengen, gdzie nie ukończył pierwszego przejazdu slalomu. Pierwsze pucharowe punkty zdobył nieco ponad trzy lata później, 26 stycznia 2003 roku w Kitzbühel, zajmując dwunaste miejsce w tej samej konkurencji. Najlepszą lokatę w zawodach tego cyklu wywalczył 15 lutego 2004 roku w St. Anton, gdzie slalom ukończył na piątej pozycji. Najlepsze wyniki osiągnął w sezonach 2003/2004 i 2004/2005, które kończył na 61. miejscu w klasyfikacji generalnej. W 2005 roku wystartował w kombinacji podczas mistrzostw świata w Bormio, jednak nie ukończył zawodów. Dwukrotnie zdobywał mistrzostwo Austrii: w 2000 roku w kombinacji oraz rok później w slalomie.

## Osiągnięcia

### Mistrzostwa świata
| Miejsce | Dzień    | Rok  | Miejscowość | Konkurencja | Czas biegu  | Strata | Zwycięzca      |
| ------- | -------- | ---- | ----------- | ----------- | ----------- | ------ | -------------- |
| DNF1    | 3 lutego | 2005 | Bormio      | Kombinacja  | 3:19,10 min | -      | Benjamin Raich |

### Mistrzostwa świata juniorów
| Miejsce | Dzień     | Rok  | Miejscowość | Konkurencja | Czas biegu  | Strata     | Zwycięzca             |
| ------- | --------- | ---- | ----------- | ----------- | ----------- | ---------- | --------------------- |
| DNF1    | 1 marca   | 1997 | Schladming  | Slalom      | 1:34,80 min | -          | Mitja Dragšič         |
| 13.     | 26 lutego | 1998 | Megève      | Zjazd       | 1:20,39 min | +0,99 s    | Andreas Buder         |
| 6.      | 27 lutego | 1998 | Megève      | Supergigant | 1:27,52 min | +1,09 s    | Freddy Rech           |
| 13.     | 28 lutego | 1998 | Megève      | Gigant      | 2:01,62 min | +2,17 s    | Benjamin Raich        |
| 3.      | 1 marca   | 1998 | Megève      | Slalom      | 1:23,06 min | +1,85 s    | Benjamin Raich        |
| 2.      | 1 marca   | 1998 | Megève      | Kombinacja  | 15,55 pkt   | +26,23 pkt | Benjamin Raich        |
| 2.      | 10 marca  | 1999 | Pra Loup    | Zjazd       | 1:08,50 min | +0,14 s    | Klaus Kröll           |
| DNF     | 11 marca  | 1999 | Pra Loup    | Supergigant | 1:11,87 min | -          | Manfred Gstatter      |
| 9.      | 13 marca  | 1999 | Pra Loup    | Gigant      | 1:48,10 min | +0,77 s    | Christoph Alster      |
| 2.      | 14 marca  | 1999 | Pra Loup    | Slalom      | 1:34,96 min | +0,35 s    | Massimiliano Blardone |
| 1.      | 14 marca  | 1999 | Pra Loup    | Kombinacja  | 10,55 pkt   | -          | -                     |

### Puchar Świata

#### Miejsca w klasyfikacji generalnej
- sezon 2002/2003: 99.
- sezon 2003/2004: 61.
- sezon 2004/2005: 61.
- sezon 2005/2006: 109.
- sezon 2006/2007: 95.

#### Miejsca na podium
Engl nie stawał na podium zawodów PŚ.